# Heithem Zaalani
Heithem Zaalani, né le 24 avril 1978 à Tunis, est un footballeur tunisien évoluant au poste de défenseur. 
Son frère Chokri Zaalani est également footballeur professionnel.

## Carrière
- 1999-2004 : Club africain (Tunisie)
- 2004-2006 : Union sportive monastirienne (Tunisie)
- 2006-juillet 2009 : Stade tunisien (Tunisie)